# Rita Myers
Rita Myers (Hammonton, EUA, 1947) és una artista estatunidenca.
La seva obra tracta els estereotips difosos per la indústria de la bellesa. En el seu treball de recerca fotogràfica Body Halves (Meitats de cossos, 1971) qüestiona la idea d'un cos femení «perfecte», partint de la creença que el cos té una meitat «més bella» i una altra de «menys bella». L'obra consta de quatre fotografies: dues mostren el cos nu de l'artista per davant i per darrere, en la seva forma natural; per a les altres dues, Myers va triar la meitat del seu cos que semblava més perfecta i la va projectar a partir de l'eix central, de manera que la simetria natural queda substituïda per una irritant simetria «perfecta». Aquesta obra evoca els estudis renaixentistes sobre les proporcions del cos humà i sobre la bellesa com a norma que pot calcular-se matemàticament; per exemple, les obres de Leonardo da Vinci i Albrecht Dürer. Myers explora amb la seva mirada crítica les tradicions artístiques que defineixen la imatge ideal del cos humà. Ella mateixa presenta el cos femení com a objecte d'estudi, amb la qual cosa formula la seva crítica del concepte de bellesa ideal